# 共識機制
共识机制（consensus），常见于区块链领域，即达成共识的机制。在分布式系统中，依据系统对故障组件的容错能力分为崩溃容错协议(crash fault tolerant,CFT)和拜占庭容错（Byzantine fault tolerant,BFT)。

## 产生背景
由於加密貨幣多數採用去中心化的區塊鏈設計，節點是各處分散且平行的，所以必須設計一套制度，來維護系統的運作順序與公平性，統一區塊鏈的版本，並獎勵提供資源維護區塊鏈的使用者，以及懲罰惡意的危害者。這樣的制度，必須依賴某種方式來證明，是由誰取得了一個區塊鏈的打包權（或稱記帳權），並且可以獲取打包這一個區塊的獎勵；又或者是誰意圖進行危害，就會獲得一定的懲罰，這就是共識機制。

## 常見的共識機制
- 工作量證明（Proof-of-Work，PoW），典型案例：比特币
- 權益證明（Proof-of-Stake，PoS，又譯持有量證明），典型案例：以太坊
- 股份授权證明（Delegated-Proof-of-Stake，DPoS），典型案例：EOS
- 容量證明（Proof-of-space，PoSpace，又稱 Proof-of-Capacity，PoC），典型案例：Filecoin
- Paxos算法
- Raft
- PBFT
- LibraBFT（Byzantine fault-tolerance）：Libra上使用。

## 延伸閱讀
- Herlihy, M.; Shavit, N. . Journal of the ACM. 1999, 46 (6): 858. CiteSeerX 10.1.1.78.1455 . doi:10.1145/331524.331529.
- Saks, M.; Zaharoglou, F. . SIAM Journal on Computing. 2000, 29 (5): 1449–1483. doi:10.1137/S0097539796307698.

## 參閱
- 加密貨幣
- 區塊鏈
- 加密電子貨幣列表
- 共識動力學
- 智能合約